# Марио Варгас Љоса
Хорхе Марио Педро Варгас Љоса, маркиз де Варгас Љоса (шп. Jorge Mario Pedro Vargas Llosa; Арекипа, 28. март 1936 — Лима, 13. април 2025), познатији као Марио Варгас Љоса, био је перуански романописац, новинар, есејиста, професор на више универзитета и добитник Нобелове награде. Рођен је у Арекипи, у Перуу 28. марта 1936. године. Пре него што је постао познати књижевник радио је као водитељ и новинар. Дипломирао је књижевност на Универзитету Сан Маркос у Лими и докторирао на Универзитету у Мадриду 1959. године.
Љосина посвећеност друштвеним променама огледа се у његовим раним романима, есејима и драмама. На његова дела највећи утицај је имао његов живот у Перуу. Током свог одрастања четрдесетих година 20. века открива своју наклоност ка писању, а инспирацију је видео у диктатури која је ограничавала основна људска права. Иако је у Пјури изведена једна његова драма и објављена збирка прича Шефови (Los jefes), постао је познат тек после објављивања контроверзног романа Град и пси (La ciudad y los perros) 1963. године у коме је детаљно описивао политику у својој земљи, адолесценте који се боре за опстанак у непријатељском окружењу војне школе и корумпираност. Након тога, 1965. године излази роман под називом Зелена кућа (La casa verde), за који добија Међународну награду Ромуло Гаљеос, а потом и Разговор у Катедрали (Conversacion en la Catedral) о диктатури Мануела Одрије. Поред тога, написао је комедије, историјске и политичке романе. Године 1994, добија значајну, Сервантесову награду (угледна награда која се додељује за литературу на шпанском језику). 2010. године добија Нобелову награду за књижевност. Он је добитник и других значајних књижевних награда, од већ споменутих до награде Принца Астурије, награде „Дон Кихот“, коју му је уручио шпански краљ Хуан Карлос, и многе друге.
Године 2006. излази његов најпознатији љубавни роман Авантуре неваљале девојчице (Travesuras de la niña mala) који је постигао милионски тираж. Као и већина латиноамеричких писаца, активно се бавио политиком. Кандидовао се за председника Перуа 1990. године. Нека његова дела као што су Пантелеон и посетитељке (Pantaleón y las visitadoras) и Јарчева фешта (La Fiesta del Chivo), роман о диктатури генерала Рафаела Леонидаса Трухиља у Доминиканској републици, адаптирана су у филмове.
Марио Варгас Љоса је један од најзначајнијих и најутицајнијих савремених латиноамеричких књижевника који је увек и једино био веран само свом времену од револуционарних шездесетих према ултраконзервативном крају миленијума што се одражава у његовим делима.
Љосини познати цитати су: „Речи су дела... Преко писања можемо да променимо историју“ и „Писати романе је чин против побуне стварности, против Бога, против Божијих творевина“.

## Детињство, младост и образовање
Марио Варгас Љоса рођен је у Арекипи , у Перуу, 28. марта 1936. године. Детињство је провео у Кочабамби, у Боливији, са својом мајком и њеним родитељима који су држали фабрику памука. Љоса се убрзо враћа у Перу где похађа основну верску школу. Оца је први пут видео у Лими, када је имао десет година. Родитељи који су до тада били растављени обнављају своју везу, а Љоса похађа и хришћанску средњу школу Colegio La Salle у Лими. Са четрнаест година отац га шаље на Војну академију. Међутим Љоса одлази одатле и почиње да се бави журналистиком радећи за локалне новине -шп. La industria-.
Љоса 1953. године похађа универзитет у Сан Маркосу где се бави правом и књижевношћу. Са својих деветнаест година се жени десет година старијом Јулијим Уркиди. Своју каријеру је започео 1957. када је издао своју прву кратку причу „Шефови“, -шп. (Los jefes) и „Деда“ -шп. (El abuelo). Касније одлази са женом у Париз, али се и разводи 1964. године. Међутим већ годину дана касније поново се жени, и то својом рођаком Патрицијом Љосом са којом добија троје деце.

## Први радови
Варгас Љоса објавио је свој први роман Газде (Los jefes, 1959.) са свега двадесет и две године. Са својим романом Град и пси (La ciudad y los perros) објављен 1962, стекао је значајан углед међу латиноамеричким писцима али и целим светом. У овом роману, Љоса пише о својим искуствима и одрастању на Војној академији коју је похађао у Лими. Ипак, његова сурова и оштра критика војне структуре довела је до контроверзи у Перуу. Неколико перуанских критичара напало је Љосин роман, тврдећи да је потплаћен од стране Еквадора како би поткопао престиж перуанске војске.
Своје следеће дело написао је 1965. под називом Зелена кућа (La casa verde). Роман је одмах постао широко прихваћен, потврђујући Варгаса Љосу као једног од најзначајнијих романо-писаца Латинске Америке. Неки критичари и даље сматрају да је Зелена кућа Варгаса Љосе његово најбоље и најважније достигнуће. Латиноамерички књижевни критичар Џералд Мартин указује на то да је Зелена кућа, један од највећих романа који су потекли са простора Латинске Америке.
Варгас Љоса је свој трећи роман, Разговор у катедрали (Conversacion en la Catedral), објавио је 1969, када је имао тридесет и три године. Овај роман је у ствари прича о Сантијагу Завели, сину министра владе, и Амброзију, његовом шоферу. Срећу се у оближњем бару под именом „Катедрала“. У току њиховог сусрета, Завала трага за истином о учешћу свога оца у убиству перуанског криминалца. После објављивања романа Разговор у катедрали, Љоса се одрекао писања озбиљнијих тема које су везане за политику и социјална питања.
Раимонд Л. Вилијамс, специјалиста у Латиноамеричкој књижевности, описује ову фазу Љосине књижевне каријере као „откриће хумора“. Први плодови ове епохе били су романи Пантелеон и посетитељке (Pantaleón y las visitadoras) 1973) и Тетка Хулија и пискарало -({La tía Julia y el escribidor}-), 1977. који је делимично заснован на његовом браку са Јулијом Уркуиди, његовом првом супругом.
У 1981. појављује се дело Крај Првог светског рата (La guerra del fin del mundo), његов први историјски роман и један је од најважнијих. Овај роман покренуо је радикалне промене према темама као што су месијанизам. Након периода интензивних политичких активности, Варгас Љоса се поново посвећује литератури и 1993. године објављује свој аутобиографски роман Као риба у води (El pez en el agua), роман Литума на Андима (Lituma en los Andes) - који осваја награду Планета, и позоришни комад Лудак са балкона (El loco de los balcones). Четири године касније објављује еротски роман Дон Ригобертове белешке (Los cuadernos de don Rigoberto). Касније су уследили романи Јарчево славље (La Fiesta del Chivo) и Рај са другог угла (El paraíso en la otra esquina, 2003.). У мају 2006. он је представио свој роман Авантуре неваљале девојчице (Travesuras de la niña mala).

## Каснији живот и политичка ангажованост
Попут многих других латиноамеричких интелектуалаца, Марио Варгас Љоса је у младости био марксиста и присталица кубанске револуционарне владе Фидела Кастра. Веровао је да је социјализам лек за социјалну неправду и експлоатацију које су тада владале широм Латинске Америке. Временом је почео да губи веру у кубански социјализам, сматрајући да кубанска власт не поштује основна људска права. Након афере Падиља, када је кубанска влада ухапсила песника Хеберта Падиљу, многи латиноамерички интелектуалци окрећу се против Кастра, међу њима и Марио Варгас Љоса. Од 1971. године када се десила та афера он се строго противи свим ауторитарним режимима, били они левичарски или десничарски. У свом говору приликом доделе Нобелове награде каже: “Диктаторски режим представља апсолутно зло за земљу, извор бруталности, корупције и дубоких рана којима треба дуго да зарасту, он трује будућност Нације и ствара штетне навике које трају генерацијама и одлажу демократску реконструкцију.“ Након што је одбацио социјализам, Марио Варгас Љоса себе је видео као неолиберала и залагао се за ширење либералне демократије. Либерална демократија у Латинској Америци за њега означава политички плурализам, коегзистенцију, толеранцију, људска права, уважавање критике, владавину права, слободне изборе, смену власти и све остало што нас извлачи из дивљаштва. Године 1987, учествовао је у формирању Покрета Слобода и такође постаје лидер тог покрета. Следеће године је његова странка ушла у коалицију са још две странке и формирала тропартијску коалицију Демократски фронт (Frente Democrático-FREDEMO). Године 1990, Марио Варгас Љоса кандидовао се за председника Перуа. Он је предложио драстични економски програм штедње који је испрепадао већину сиромашних у земљи. Овај програм је истакао потребу за приватизацијом, слободну трговину, а што је најважније, ширење приватног власништва. Иако је победио у првом кругу са 34% гласова, Варгас Љоса је поражен од тада непознатог инжењера Алберта Фуџиморија у накнадном кругу. Од тог пораза Марио Варгас Љоса се фокусирао на писање са само повременим политичким ангажовањем. Разочаран народом Перуа због подршке Алберту Фуџиморију, од деведесетих година Варгас Љоса је углавном живео у Мадриду а у Перуу је проводио само три месеца годишње како би посетио породицу и пријатеље.
Неки сународници су га оптужили да је издајник и замало што није изгубио држављанство јер је током последњег диктаторског режима у Перуу од демократских влада света тражио да казне перуански режим дипломатским и економским санкцијама, па је 1993. добио шпанско држављанство. Међутим, успео је и да сачува перуанско. Шпанију види као своју другу земљу и воли је исто колико и Перу јер те две земље види као две стране истог новчића.
Године 1994, изабран је за члана Шпанске краљевске академије (Real Academia Española), а 4. фебруара 2011. године постао је део шпанског племства.
Као већ стар човек Љоса се бавио писањем, како новинарством тако и фикцијом, много је путовао, предавао као гостујући професор на разним угледним универзитетима и пратио је свој омиљени спорт фудбал.
Посетио је Србију 22-23. јуна 2015. године.

## Нобелова награда и говор
Марио Варгас Љоса је добио Нобелову награду за целокупно књижевно стваралаштво. Додељена му је 7. децембра 2010. у Шведској академији у Стокхолму и он је први јужноамерички добитник Нобелове награде за књижевност од 1982. године, када је награђен Габријел Гарсија Маркес. У образложењу Шведске Академије наводи се да се награда Љоси додељује „Због картографски прецизних приказа структура моћи и јетких слика отпора, револта и пораза појединца.“ У свом говору он каже да није било лако писати приче јер претворене у речи, идеје и слике би избледеле и зато се увек питао како их оживети. Не крије да је доста писаца утицало на њега и да им дугује за откривање тајни приповедачког заната.
Без обзира на то што је у његовој земљи било тешко образовати се и бити писмен, он није посустајао. И сам каже: „Увек сам настављао писати чак и током периода када је зарађивање за живот одузимало већину мог времена.“ Љоса сматра да бисмо били гори него што јесмо без добрих књига које смо прочитали, већи конформисти, а критички дух не би ни постојао. Међутим :„Хтели они то или не, свесно или несвесно, када измишљају приче, писци подстичу незадовољство, демонстрирајући да је свет лоше направљен и да је живот фантазије богатији од живота наше свакодневнице. Ова чињеница чини грађане тежим за манипулисање, мање спремним да прихвате лажи тамничара који би хтели да их натерају да верују да иза решетака воде сигурније и боље животе.“ Марио Варгас истиче да књижевност спаја људе без обзира на различитости, предрасуде, језике. Сам Љоса каже да :„Књижевност ствара братство међу различитим људима и руши бране које су међу мушкарцима и женама подигли незнање, идеологије, религије, језици или глупост.“
Као дечак је сањао да оде у Париз јер је, очаран француском књижевношћу, веровао да би му, да живи тамо и удише ваздух који су удисали Балзак, Стендал, Бодлер, и Пруст, то помогло да постане прави писац. Саопштава да иако је живео у разним деловима света учврстило везу са земљом у којој је рођен и каже да љубав према земљи не треба бити обавезна већ као и свака друга љубав, спонтани чин срца. Али се такође захваљује и Шпанији јер без ње не би постао то што јесте јер су тамо објављене све његове књиге, добио велико признање и пријатеље, друго држављанство :„Никада нисам осетио ни најмању некомпатибилност између тога што сам Перуанац и што имам шпански пасош, јер сам увек осећао да су Шпанија и Перу две стране истог новчића.“ Књижевност је за њега начин да се одупре невољи, бег, разлог да живи. Као светлост на крају тунела. Књижевност је варљива представа живота која нам, помаже да га боље разумемо, да се оријентишемо у лавиринту у ком се рађамо, кроз који пролазимо и у коме умиремо. А сам живот је вредан труда, ако ни због чега другог, онда макар због тога што без живота не бисмо могли читати или смишљати приче.

## Дела

### Романи
- Шефови (шп. Los jefes) (1959)
- Град и пси (шп. La ciudad y los perros) (1963)
- Зелена кућа (шп. La casa verde) (1965) - Награда Ромуло Гаљегос
- Штенад (шп. Los cachorros) (1967)
- Разговор у Катедрали (шп. Conversación en La Catedral) (1969)
- Пантелеон и посетитељке (шп. Pantaleón y las visitadoras) (1973)
- Тетка Хулија и пискарало (шп. La tía Julia y el escribidor) (1977) - аутобиографски роман
- Рат за крај света (шп. La guerra del fin del mundo) (1981)
- Прича о Мајти (шп. Historia de Mayta) (1984)
- Ко је убио Паломина Молера? шп. ¿Quién mató a Palomino Molero? (1986)
- Приповедач (шп. El hablador) (1987)
- Похвала помајци (шп. Elogio de la madrastra) (1988) - еротски роман
- Литума на Андима (шп. Lituma en los Andes) (1993). Награда Планета
- Дон Ригобертове бележнице (шп. Los cuadernos de don Rigoberto) (1997)
- Јарчева фешта (шп. La Fiesta del Chivo) (2000) - Роман о диктатури генерала Рафаела Леонидаса Трухиља у Доминиканској Републици
- Рај са другог ћошка (шп. El Paraíso en la otra esquina) (2003) - Историјски роман о Полу Гогену и Флори Тристан
- Авантуре неваљале девојчице (шп. Travesuras de la niña mala) (2006)
- Келтски сан (шп. El sueño del celta) (2010)
- Дискретни херој (шп. El héroe discreto) (2013)

### Есеји
- Гарсија Маркес: историја једног богоубиства (шп. García Márquez: historia de un deicidio; Арекипа, 28. март 1936)
- Тајна историја романа (шп. Historia secreta de una novela) (1971)
- Непрекидна оргија: Флобер и Мадам Бовари (шп. La orgía perpetua: Flaubert y «Madame Bovary»; 1975)
- Истина о лажима: Есеји о модерном роману (шп. La verdad de las mentiras: Ensayos sobre la novela moderna; 1990)
- Писмо о борби за Тиранта Белог (шп. Carta de batalla por Tirant lo Blanc; 1991)
- Изазови слободи (шп. Desafíos a la libertad; 1994)
- Архаична утопија. Хосе Марија Аргедас и индијанска фикција (шп. La utopía arcaica. José María Arguedas y las ficciones del indigenismo; 1996)
- Писма једном романописцу (шп. Cartas a un novelista; 1997)
- Језик страсти (шп. El lenguaje de la pasión; 2001)
- Изазов немогућег (шп. La tentación de lo imposible; 2004)

### Позориште
- Госпођица из Такне (шп. La señorita de Tacna) (1981)
- Кати и нилски коњ (шп. Kathie y el hipopótamo) (1983)
- Ла Чунга (шп. La Chunga) (1986)
- Лудак са балкона (шп. El loco de los balcones) (1993)
- Лепе очи, ружне слике (шп. Ojos bonitos, cuadros feos) (1996)
- Одисеј и Пенелопа (шп. Odiseo y Penélope) (2007)
- Покрај Темзе (шп. Al pie del Támesis) (2008)
- Хиљаду и једна ноћ (шп. Las mil y una noches) (2010)

### Аутобиографија
- Као риба у води (шп. El pez en el agua) (1993)